# Nationalparks in der Demokratischen Republik Kongo

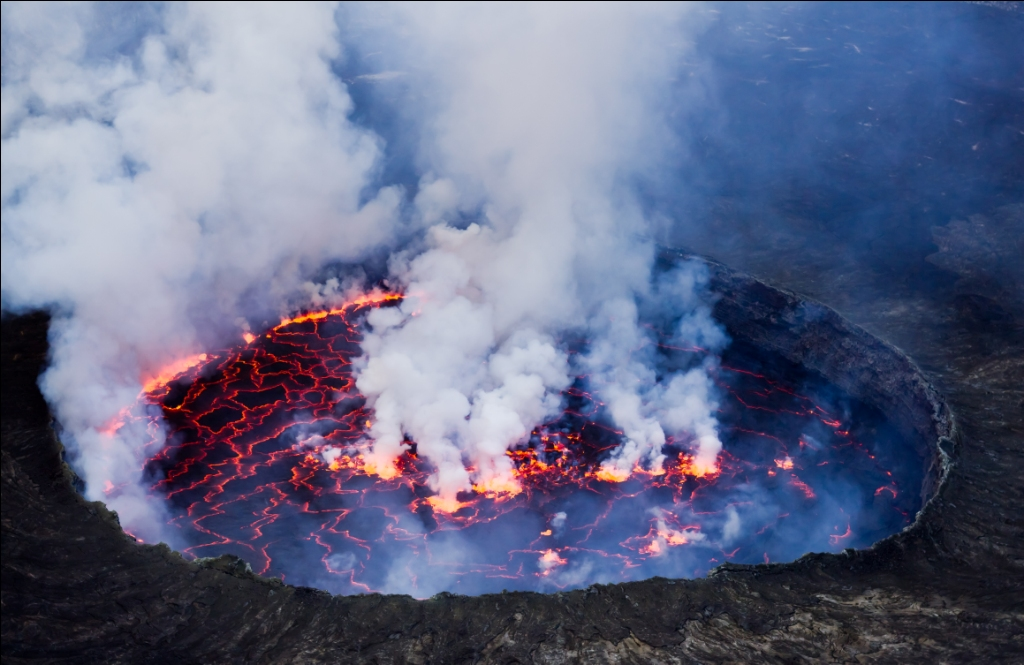
Nyiragongo Lavasee im Nationalpark Virunga

Diese Liste der Nationalparks in der Demokratischen Republik Kongo führt neun Nationalparks auf (Stand: 10/2021).
- Nationalpark Garamba, 4.920 km², seit 17. März 1938
- Nationalpark Kahuzi-Biéga, 6.000 km², seit 1970
- Nationalpark Kundelungu
- Nationalpark Lomami, 8.879 km², seit 2016
- Nationalpark Maiko, 10.830 km², seit 1970
- Parc Marin des Mangroves, 768 km², seit 1992
- Nationalpark Salonga, 36.000 km², seit 1970
- Nationalpark Upemba, 11.730 km², seit 1939
- Nationalpark Virunga, 7.900 km², seit 1925